# 7,92 × 107 мм P35
7,92 х 107 мм P35 специальный патрон повышенной мощности для противотанковых ружей. Патрон был предназначен для польского противотанкового ружья karabin przeciwpancerny wzór 35.

## История
Патрон 7,92 х 107 мм P35 был создан в 1934 году инженером Йозефом Марошеком (Josef Maroszek). Создавался для противотанкового ружья «karabin przeciwpancerny wzór 35». Патроны для противотанкового ружья изготавливала только Zbrojownia Nr. 1 (Арсенал № 1) находящийся в Бресте, до сентября 1939 года помимо патрона с бронебойной пулей было выпущено некоторое количество холостых патронов (с окрашенной в голубой цвет деревянной пулей) и партия патронов DS (с пулей со свинцовым сердечником).

## Конструктивные особенности
Патрон 7,92 х 107 мм P35 - винтовочный патрон центрального воспламенения.
Гильза патрона 7,92×107 Р35 выполнена из латуни и имеет цилиндрическую, немного конусную бутылочную форму. Гильза не имеет выступающего ранта, проделана лишь фланцевая кольцевая проточка под экстрактор.
Снаряжался патрон пулей в полированной стальной оболочке, массой 14,5 гр. (по другим источникам — 12,8 гр.), достигавшей начальной скорости 1275 м/с и дульной энергии 11786 Дж.
Из-за исключительно высокой нагруженности ствола он изнашивался очень быстро, обычно за 200—300 выстрелов. Бронепробиваемость составляла 15 мм стали на расстояние 300 м при 30° к вертикали и 22 мм на расстояние 50 м при 60° к вертикали, что для периода начала Второй мировой войны уже было явно недостаточно.  Интересно, что по сравнению с другими бронебойным пулями вместо использования вольфрама или аналогичных твёрдых сплавов для сердечника был использован свинец, покрытый сталью, как у обычных винтовочных пуль. Пробивание брони осуществлялось не путём прокалывания брони сердечником, а путём расплющивания пули (экспансивности) на броне, что приводило к передачи кинетической энергии от пули на металл. Секретом успеха этого метода является очень высокая скорость пули, достигавшая 1275 м/с. В результате пуля проламывала отверстие в броне около 20 мм в диаметре, т. е большего размера, чем сам калибр пули. Сердечник затем проникал за броню и рикошетировал внутри бронемашины, повреждая двигатель или поражая членов экипажа.
При попадании в корпус человека на такой скорости пуля вызывала мощнейший гидроудар, что приводило к очень тяжёлым разрушениям внутренних органов, костей и огромной воронке в теле, что приводило к немедленной смерти. При попадании в конечности их просто отрывало. Тем не менее, этот патрон редко использовался для стрельбы по людям по понятным причинам. 

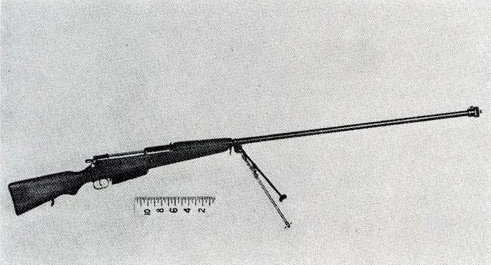
Польское ружьё Ur. Обр.1935 karabin przeciwpancerny wzór 35 под патрон 7,92 мм

Так как боеприпас не имел твердого сердечника, а его эффективность, прежде всего, проистекала из высокой начальной скорости полета пули, то на расстояниях свыше 300 метров бронепробиваемость резко падала. В результате этого патрон 7,92×107 мм P35 оказался практически бесполезен против танков выпуска после 1940 года.Тем не менее трофейные польские ПТР использовались германской армией в 1941 году до износа ружей,а затем были переданы итальянской армии.